# 3e étape du Tour d'Espagne 2008

La troisième étape du Tour d'Espagne 2008 s'est déroulée le lundi 1er septembre 2008 entre Jaén et Cordoue. Elle a été remportée au sprint par le Belge Tom Boonen (Quick Step). Daniele Bennati (Liquigas), deuxième, s'empare de la tête du classement général.

## Parcours
La troisième étape de cette Vuelta 2008 relie Jaén, lieu d'arrivée de la deuxième étape, à Cordoue sur une distance de 168,6 km. Cette étape est tracée pour les routiers-sprinteurs. Le profil est majoritairement en faux plat descendant jusqu'au kilomètre 130 où se dresse un col de troisième catégorie : l'Alto de San Jerònimo (550 m), présentant une pente de 13,2 km à 3 % de moyenne. La fin de parcours est une descente menant à Cordoue.

## Récit
La journée a été marquée par un long raid solitaire du coureur espagnol Manuel Ortega Ocaña (Andalucia-Cajasur), qui a été repris seulement après le sommet de la dernière montée à 25 km de l'arrivée. Il a compté jusqu'à 15 minutes d'avance.
Outre la publicité acquise dans le cadre de son évasion, son équipe a également pu compter sur Jesús Rosendo, qui a terminé troisième sur l'Alto de San Jerónimo et clos la journée avec six points d'avance sur son coéquipier Ortega au classement des grimpeurs. À noter également la tentative de Paolo Bettini en solitaire.
En remportant au sprint cette troisième étape, Tom Boonen montre qu'il est bien de retour après sa non-participation au Tour de France. Il l'emporte devant Daniele Bennati (Liquigas) et Erik Zabel (Team Milram) dans ce sprint massif.
Au général Bennati prend le maillot de oro grâce aux bonifications et à la 29e place d'Alejandro Valverde.
Alejandro Valverde n'a pas tenté de contester ni au sprint intermédiaire, ni à l'arrivée le maillot de leader à Bennati montrant ainsi qu'il n'avait pas l'intention de défendre sa place.

## Classement de l'étape
| \| 1. Tom Boonen \| Quick Step \| en \| 4 h 02 min 57 s \| \| 2. Daniele Bennati \| Liquigas \| \| m.t. \| \| 3. Erik Zabel \| Team Milram \| \| m.t. \| \| 4. Koldo Fernández \| Euskaltel-Euskadi \| \| m.t. \| \| 5. Nicolas Roche \| Crédit agricole \| \| m.t. \| \| 6. Greg Van Avermaet \| Silence-Lotto \| \| m.t. \| \| 7. Leonardo Duque \| Cofidis \| \| m.t. \| \| 8. Sébastien Hinault \| Crédit agricole \| \| m.t. \| \| 9. Tom Stamsnijder \| Gerolsteiner \| \| m.t. \| \| 10. Lloyd Mondory \| AG2R La Mondiale \| \| m.t. \| |                   |    |                 |
| 1. Tom Boonen | Quick Step        | en | 4 h 02 min 57 s |
| 2. Daniele Bennati | Liquigas          |    | m.t.            |
| 3. Erik Zabel | Team Milram       |    | m.t.            |
| 4. Koldo Fernández | Euskaltel-Euskadi |    | m.t.            |
| 5. Nicolas Roche | Crédit agricole   |    | m.t.            |
| 6. Greg Van Avermaet | Silence-Lotto     |    | m.t.            |
| 7. Leonardo Duque | Cofidis           |    | m.t.            |
| 8. Sébastien Hinault | Crédit agricole   |    | m.t.            |
| 9. Tom Stamsnijder | Gerolsteiner      |    | m.t.            |
| 10. Lloyd Mondory | AG2R La Mondiale  |    | m.t.            |

## Classement général
| \| 1. Daniele Bennati \| Liquigas \| en \| 8 h 56 min 27 s \| \| 2. Alejandro Valverde \| Caisse d'Épargne \| + \| 7 s \| \| 3. Tom Boonen \| Quick Step \| + \| 10 s \| \| 4. Filippo Pozzato \| Liquigas \| + \| 20 s \| \| 5. Egoi Martínez \| Euskaltel-Euskadi \| + \| 22 s \| \| 6. Davide Rebellin \| Gerolsteiner \| + \| 26 s \| \| 7. Íñigo Landaluze \| Euskaltel-Euskadi \| \| \| \| 8. Erik Zabel \| Team Milram \| + \| 27 s \| \| 9. Mauricio Ardila \| Rabobank \| \| \| \| 10. Igor Antón \| Euskaltel-Euskadi \| + \| 28 s \| |                   |    |                 |
| 1. Daniele Bennati | Liquigas          | en | 8 h 56 min 27 s |
| 2. Alejandro Valverde | Caisse d'Épargne  | +  | 7 s             |
| 3. Tom Boonen | Quick Step        | +  | 10 s            |
| 4. Filippo Pozzato | Liquigas          | +  | 20 s            |
| 5. Egoi Martínez | Euskaltel-Euskadi | +  | 22 s            |
| 6. Davide Rebellin | Gerolsteiner      | +  | 26 s            |
| 7. Íñigo Landaluze | Euskaltel-Euskadi |    |                 |
| 8. Erik Zabel | Team Milram       | +  | 27 s            |
| 9. Mauricio Ardila | Rabobank          |    |                 |
| 10. Igor Antón | Euskaltel-Euskadi | +  | 28 s            |

## Classements annexes
| Classement | Coureur            | Total            |
| ---------- | ------------------ | ---------------- |
| Points     | Alejandro Valverde | 25 pts           |
| Montagne   | Jesús Rosendo      | 8 pts            |
| Combiné    | Egoi Martínez      | 31 pts           |
| Équipe     | Caisse d'Épargne   | 26 h 33 min 46 s |